# Benedikt Taschen
Benedikt Taschen (* 10. Februar 1961 in Köln) ist ein deutscher Verleger und Sammler zeitgenössischer Kunst. Er ist Gründer und geschäftsführender Inhaber des Taschen-Verlags.

## Leben

### Frühe Jahre und Bildung
Taschen ist das jüngste von fünf Kindern. Seine beiden Eltern waren Ärzte. Er wurde in der Kölner Südstadt geboren und wuchs ab 1963 in Köln-Mülheim auf. Als Kind war er als Vaudeville-Schauspieler aktiv. Bereits im Alter von zwölf Jahren betrieb er einen Versandhandel mit gebrauchten Comics aus den USA. Taschen besuchte das Städtische Hölderlin-Gymnasium in Köln-Mülheim, das er 1979 mit dem Abitur abschloss.

### Gründung des Taschen-Verlags
Einen Tag vor seinem 19. Geburtstag eröffnete er 1980 in seiner Heimatstadt Köln einen Comicladen, in dem er auch seine umfangreiche Comic-Sammlung zum Verkauf anbot. Bald wurden die ersten Comics selbst verlegt. Ab 1984 wagte er den Sprung ins Kunstbuchgeschäft. Mit Geld, das er sich von seiner Tante geliehen hatte, kaufte er auf einer Restposten-Messe in den USA für einen Dollar pro Stück eine englische Restauflage von 40.000 Exemplaren eines Magritte-Bildbandes, die er in Deutschland für 9,95 DM gut verkaufen konnte.

#### Erfolgsstrategien im Kunstbuchmarkt
Taschen entdeckte eine Marktlücke auf dem Kunstbuchmarkt, der bis dahin von teuren Kunstbüchern dominiert wurde: Offenbar gab es einen Markt für gut gestaltete, mehrsprachige, preiswerte und in relativ hohen Auflagen gedruckte Kunstbildbände. Beginnend mit einer Monografie über Annie Leibovitz veröffentlichte Taschen bald darauf seine ersten eigenen Kunstbücher in seinem früheren Comic-Verlag. Dabei ging er bewusst Risiken ein, indem er Neues ausprobierte und Altes, das aus der Mode gekommen war, neu auflegte. Der Ankauf der Rechte des niederländischen Künstlers M. C. Escher erwies sich als großer Erfolg, weniger erfolgreich war der Verkauf einiger Artikel außerhalb der Druckerzeugnisse. Erfolgreiche Linien wurden ausgebaut, erfolglose Versuche eingestellt. Die Leitidee für die Haupttätigkeit blieb die Herausgabe von Büchern, Kalendern usw., die für ein breites Publikum erschwinglich waren, mit geringen Verwaltungskosten, wobei zunehmend alle Bereiche der Kunst, einschließlich Architektur, Design und Film, einbezogen wurden. Der Vertrieb erfolgte zunächst hauptsächlich über den Massen- und Fachbuchhandel ohne Vertreternetz und ohne Direktbelieferung mit Mindestmengen, die vom Buchhandel in bestimmten Einheiten abzunehmen waren. An wichtigen Standorten gibt es aber auch eigene, meist repräsentativ gestaltete Verlagsbuchhandlungen sowie bis 2018 eine verlagseigene Galerie in Los Angeles.

#### Expansion ins Luxussegment
Um die Jahrtausendwende öffnete sich der Verlag auch dem hochpreisigen Segment, etwa mit limitierten Sammlerausgaben und einzelnen monumentalen Bildbänden, so zum Beispiel Helmut Newtons „SUMO“ und eine Hommage an Muhammad Ali, „GOAT“. Beide Folianten wiegen rund 30 kg und kosten mehrere tausend Euro. Später folgten im selben Format Publikationen über David LaChapelle, Nobuyoshi Araki, Sebastião Salgado, Annie Leibovitz, die Rolling Stones, David Hockney und David Bailey. Diese Sammlerausgaben werden von Taschen selbst herausgegeben und erzielen nach eigenen Angaben in der Regel innerhalb weniger Jahre ein Vielfaches ihres ursprünglichen Verkaufspreises.

### Privatleben
Von 1996 bis 2004 war Taschen mit seiner damaligen Cheflektorin, Angelika Muthesius, verheiratet. Taschen ist seit Juni 2005 in dritter Ehe mit Lauren Taschen verheiratet. Taschen lebt in Berlin und in Los Angeles. Sein Sohn Bene Taschen leitet eine Galerie in Köln. Seine Tochter Charlotte lebt als Schauspielerin in Los Angeles.

#### Immobilien und Architektur
1998 erwarb er das Chemosphere House des Avantgarde-Architekten John Lautner in Los Angeles. Außerdem erwarb er die 1934 erbaute Privatvilla von David O. Selznick.

#### Familienbeteiligung am Verlag
Seit Januar 2017 führt seine 1985 geborene Tochter Marlene als Geschäftsführerin gemeinsam mit ihm den Taschen-Verlag in Köln.

## Tätigkeit als Sammler

### Sammler zeitgenössischer Kunst
Neben seiner verlegerischen Tätigkeit hat sich Taschen seit 1985 auch als Sammler zeitgenössischer Kunst einen Namen gemacht. Mit 24 Jahren kaufte Taschen sein erstes Kunstwerk: einen Hoover-Staubsauger von Jeff Koons.
Zunächst konzentrierte er sich auf Künstler wie Martin Kippenberger, Albert Oehlen und Günther Förg, aber seit Ende der 80er Jahre erwarb er zahlreiche Werke amerikanischer Künstler wie Jeff Koons, Mike Kelley und Christopher Wool, aber auch von Thomas Struth sowie Konrad Klapheck. ARTnews zählt ihn regelmäßig zu den 200 Top-Sammlern weltweit.

#### Förderung von Künstlern
Gleichzeitig förderte er Künstler wie Kippenberger und Wolfgang Tillmans auch publizistisch und machte ihre Werke so einem breiteren Publikum bekannt. Von Zeit zu Zeit verkaufte Taschen Werke aus seiner Sammlung mit großem Medienecho, zuletzt 2015 bei der Versteigerung von Werken von Kippenberger und Jeff Koons bei Christie’s.

#### Ausstellung im Museum Reina Sofía
Im Jahr 2004 widmete das Museum Reina Sofía in Madrid seiner Sammlung eine umfassende Ausstellung.

#### Schenkungen an Städel Museum und MOCA
2013 erhielt das Städel Museum eine Schenkung von 15 Werken aus Privatbesitz, um den Sammlungsschwerpunkt der deutschen Malerei der 1980er Jahre im Städel zu stärken. Taschen spendete 2014 eine halbe Million Dollar an das Wende Museum in Culver City, Kalifornien, um die Einrichtung eines internationalen Zentrums zur Erforschung und Bewahrung von Kultur, Kunst, Design und Geschichte des Kalten Krieges zu ermöglichen. Als Ehepaar schenkten Lauren und Benedikt Taschen dem MOCA in Los Angeles eine umfangreiche Sammlung junger amerikanischer und europäischer Künstler.

### Kunsthändler und Galerist
Neben seiner Tätigkeit als Sammler ist Taschen auch als Kunsthändler und Galerist tätig. Von 2006 bis 2014 war er gemeinsam mit Max-Ulrich Hetzler Geschäftsführer der Fifab First International Fine Art Berlin GmbH. Seit 2014 ist Taschen Geschäftsführer der Taschen Art GmbH. Von 2015 bis 2018 leitete er die Taschen Gallery in Los Angeles.

## Auszeichnungen
- Oktober 2013: Visionary Award, Lucie Awards Gala[59]
- September 2016: Photographic Publishing Award, Royal Photographic Society Awards Gala[60]
- Oktober 2018: Bundesverdienstkreuz[61][62]

## Film
- Benedikt Taschen – Mein Leben – Ma vie. Dokumentarfilm, Deutschland, 2004, 43 Minuten, Buch und Regie: Frank Eggers, Produktion: Arte, Erstausstrahlung: 19. Juni 2004, Inhaltsangabe.